# گاودریایی‌علفان
گاودریایی‌علفان (نام علمی: Cymodoceaceae) نام یک تیره از راسته قاشق‌واش‌سانان است.